# Q.931
Q.931 (ISDN user-network interface layer 3 specification for basic call control) ist eine ITU-T-Empfehlung und beschreibt die Schicht 3 des Signalisierungsprotokolls von ISDN. Der Signalisierungsstandard H.323 verwendet Q.931 als einen seiner Nachrichtentypen.

## Rahmenaufbau
Ein Q.931-Rahmen setzt sich zusammen aus:
- Protocol discriminator (PD): Protokollkennzeichen

Das Protokollkennzeichen gibt an welches Signalisierungsprotokoll verwendet wird, z. B. „8“ für DSS1.
- Length of Call reference value: Länge der Transaktionsnummer

Gibt die Länge der Transaktionsnummer als Anzahl von Oktetts an.
- Flag (F)

Das Flag gibt an, wer den Rahmen gesendet hat. Ist das Flag „0“, hat der Initiator der Verbindung den Rahmen gesendet, bei „1“ wurde der Rahmen zum Initiator der Verbindung gesendet.
- Call reference value (CR), Transaktionsnummer

Mit der Transaktionsnummer werden unterschiedliche, gleichzeitig bestehende Verbindungen adressiert. Die Transaktionsnummer bleibt für die Dauer einer Verbindung bestehen und ist nur lokal gültig.
- Message type (MT), Nachrichtenart

Mit der Nachrichtenart wird eine Angabe über den Inhalt der Nachrichten gemacht. Es gibt Nachrichten für den Verbindungsaufbau (z. B. SETUP), für den Verbindungsabbau (z. B. REL) und für die Steuerung von Dienstmerkmalen (z. B. NOTIFY).
- Information elements (IE), Nachrichten

In diesem Rahmenelement werden genaue Angaben zur übermittelten Nachricht gemacht. Für den IE-Wert gibt es unterschiedliche Ausführungen, die den IE-Typ enthalten und je nach Ausführungen noch Angaben zu IE-Länge und IE-Inhalt.
| Bit                | 8                             |                         |                         |                         |                         |                         |                         | 1                       |
|                    | Protokollkennzeichen (PD)     |                         |                         |                         |                         |                         |                         |                         |
|                    | 0                             | 0                       | 0                       | 0                       | Länge von CR            | Länge von CR            | Länge von CR            | Länge von CR            |
|                    | F                             | Transaktionsnummer (CR) | Transaktionsnummer (CR) | Transaktionsnummer (CR) | Transaktionsnummer (CR) | Transaktionsnummer (CR) | Transaktionsnummer (CR) | Transaktionsnummer (CR) |
|                    | Transaktionsnummer (optional) |                         |                         |                         |                         |                         |                         |                         |
|                    | 0                             | Nachrichtenart (MT)     | Nachrichtenart (MT)     | Nachrichtenart (MT)     | Nachrichtenart (MT)     | Nachrichtenart (MT)     | Nachrichtenart (MT)     | Nachrichtenart (MT)     |
|                    | Nachrichten                   |                         |                         |                         |                         |                         |                         |                         |
| Q.931-Rahmenformat |                               |                         |                         |                         |                         |                         |                         |                         |

## Protokollkennzeichen
Das Protokollkennzeichen ist das erste Oktett im Q.931-Rahmen und ermöglicht die Unterscheidung verschiedener Signalisierungsprotokolle.
| Code (dezimal) | Code (hexadezimal) | Protokoll                                                       |
| -------------- | ------------------ | --------------------------------------------------------------- |
| 8              | 08                 | Digital Subscriber System No. 1 (DSS1)                          |
| 9              | 09                 | Digital Subscriber System No. 2 (DSS2)                          |
| 65             | 41                 | FTZ 1 TR 6, nationales Protokoll des ISDN der Deutschen Telekom |

## Nachrichtenarten
Die Angabe welche Nachrichtenart der Rahmen enthält folgt auf die Transaktionsnummer und kennzeichnet das betreffende Protokolldatenelement.
| Code (dezimal) | Code (hexadezimal) | Nachrichtenart      | Signalisierungsphase     |
| -------------- | ------------------ | ------------------- | ------------------------ |
| 1              | 01                 | ALERTING            | Verbindungsaufbau        |
| 2              | 02                 | CALL PROCEEDING     | Verbindungsaufbau        |
| 3              | 03                 | PROGRESS            | Verbindungsaufbau        |
| 5              | 05                 | SETUP               | Verbindungsaufbau        |
| 7              | 07                 | CONNECT             | Verbindungsaufbau        |
| 13             | 0D                 | SETUP ACKNOWLEDGE   | Verbindungsaufbau        |
| 15             | 0F                 | CONNECT ACKNOWLEDGE | Verbindungsaufbau        |
| 33             | 21                 | SUSPEND REJECT      | Verbindungsinformation   |
| 34             | 22                 | RESUME REJECT       | Verbindungsinformation   |
| 37             | 25                 | SUSPEND             | Verbindungsinformation   |
| 38             | 26                 | RESUME              | Verbindungsinformation   |
| 45             | 2D                 | SUSPEND ACKNOWLEDGE | Verbindungsinformation   |
| 46             | 2E                 | RESUME ACKNOWLEDGE  | Verbindungsinformation   |
| 69             | 45                 | DISCONNECT          | Verbindungsabbau         |
| 70             | 46                 | RESTART             | Verbindungsabbau         |
| 77             | 4D                 | RELEASE             | Verbindungsabbau         |
| 78             | 4E                 | RESTART ACKNOWLEDGE | Verbindungsabbau         |
| 90             | 5A                 | RELEASE COMPLETE    | Verbindungsabbau         |
| 96             | 60                 | SEGMENT             | verschiedene Nachrichten |
| 110            | 6E                 | NOTIFY              | verschiedene Nachrichten |
| 117            | 75                 | STATUS ENQUIRY      | verschiedene Nachrichten |
| 121            | 79                 | CONGESTION CONTROL  | verschiedene Nachrichten |
| 123            | 7B                 | INFORMATION         | verschiedene Nachrichten |
| 125            | 7D                 | STATUS              | verschiedene Nachrichten |